# Isanthrene flavicornis
Isanthrene flavicornis là một loài bướm đêm thuộc phân họ Arctiinae, họ Erebidae.